# Guillaume (abbé d'Andres)
Pour les articles homonymes, voir Guillaume.
Guillaume est un religieux bénédictin de la commune d'Andres, dans le Pas-de-Calais actuel, né en 1177, et élu abbé de l'abbaye Saint-Médard d'Andres en 1207, connu pour être le rédacteur d'une chronique de son abbaye.

## Biographie
Les seules informations que nous ayons proviennent de ses chroniques, Chronicon Andrense et ne nous apprennent rien sur son ascendance ni sur son lieu de naissance sauf que celui-ci est probablement situé dans le diocèse de Thérouanne. Sa date de naissance est connue par ses chroniques qui notent qu'il a été nommé abbé en 1207 à l'âge de trente ans. Il résulte aussi de ses écrits qu'il prît l'habit monastique en 1195 vers l'âge de dix-neuf ans.
Guillaume défendit les intérêts de sa communauté avec zèle, et même avec succès, puisqu'il alla trouver le pape Innocent III à Viterbe qui, par une bulle datée du 2 juillet 1207, attribue aux religieux d'Andres le droit de choisir librement leur abbé, de le prendre dans leur propre sein ou ailleurs, sauf à faire confirmer l'élection par l'abbaye de Charroux en Poitou. Cette confirmation posa quelques difficultés à Guillaume qui dut faire deux autres voyages à Rome pour intercéder auprès du pape en sa faveur. Par une nouvelle bulle datée du 23 mars 1211, Innocent III ordonna de procéder à une nouvelle élection en déclarant que l'élu et ses successeurs seraient tenus de se présenter tous les trois ans à Charroux, et de payer à cette abbaye une redevance annuelle de vingt sous sterling. Réélu aussitôt par ses confrères d'Andres, Guillaume ne rencontra plus d'obstacles. L'évêque de Thérouanne le bénit et l'installa le 15 août 1211.
Pendant les vingt-trois ans qu'il gouverna ce monastère, il prit grand soin d'en accroître les revenus et les privilèges.
En 1231, il assistait à la translation des reliques de saint Oswald et de sainte Idaberg à Bergues-Saint-Vinox. Il mourut en 1234, date de la fin de sa chronique qui n'est réellement qu'une histoire particulière de l'abbaye d'Andres depuis l'an 1082 jusqu'en 1234. La date de sa mort est confirmée par la date des lettres par lesquelles son successeur Thomas demande confirmation de l'élection qui vient de l'élever à la dignité d'abbé d'Andres.

## Œuvre
- Chronicon Andrensis monasterii ordinis sancti Benedicti, in diœcesi Tarravensi, ab anno 1082 ad 1234[2].

Lorsqu'il la commence, vers 1234, Guillaume place en tête de sa chronique une dédicace où il apprend à ses religieux qu'à partir de l'année 1084, il a interpolé la chronique d'André de Marchiennes, prieur de Marchiennes.
L'original de cette chronique était conservé dans l'abbaye d'Andres où il a été trouvé au XVIe siècle portant l'inscription: « Che libvre appartient à l'abbaye d'Ardesnes à Ardres ». Après la destruction de cette abbaye en 1544, le manuscrit passa dans la bibliothèque du Collège de Bergues où André Duchesne en prit en 1627 une copie certifiée conforme à l'original par deux jésuites de ce collège pour établir son Histoire généalogique des comtes de Guines. La chronique a été publiée une première fois au XVIIe siècle par Luc d'Achery, et une seconde fois dans les Monumenta Germaniae Historica.